# Tomás Caballero Martínez
Tomás Caballero Martínez (Pamplona, 1965) es un ingeniero técnico industrial español, presidente de la Fundación Víctimas del Terrorismo (FVT) (2020).

## Biografía
Hijo de Tomás Caballero, concejal de  UPN del Ayuntamiento de Pamplona, asesinado en 1998 por el terrorista Patxi Ruiz, miembro de la organización asesina Euskadi Ta Askatasuna (ETA).
Tras concluir sus estudios en Ingeniería Técnica Industrial en la Universidad de Navarra, realizó una diplomatura en Ciencias Empresariales en la Universidad Pública de Navarra y una Licenciatura en Ciencias Económicas y Empresariales, en la Universidad Nacional de Educación a Distancia.
Presidente de la Fundación Tomás Caballero. Fue durante ocho años vicepresidente, y desde el 28 de julio de 2020, presidente de la FVT.
Desde la FVT se está trabajando en colaboración con el Ministerio de Educación y Formación Profesional, en la elaboración de una serie de unidades didácticas para que las nuevas generaciones tengan un relato verídico de los años en los que la organización terrorista ETA asesinaba a civiles -hombres, mujeres y niños-, y miembros de las fuerzas y cuerpos de seguridad del Estado.
Es promotor del torneo anual de fútbol femenino Oberena, que surgió como una iniciativa de la Fundación Tomás Caballero. Y con el tiempo se convirtió en un torneo navideño, al que se invita a los mejores equipos españoles de fútbol femenino en España.
Es secretario general del Sindicato Independiente de la Energía.